# Callichroma gounellei
Callichroma gounellei é uma espécie de coleóptero da tribo Callichromatini (Cerambycinae); com distribuição no Brasil e Guiana francesa.